# 참의원 (대한민국)
참의원(參議院, House of Councillors)은 대한민국 제2공화국에서 설치해 5·16 군사 정변 전까지 약 9개월 간 유지되었던 당시 국회의 상원이다. 대한민국 제2공화국은 국회를 하원인 민의원과 상원인 참의원으로 구성하는 양원제를 채택하고 있었다.
참의원은 이미 1952년 개정된 제1차 개정 헌법에서부터 규정되어 있었으나, 제1공화국에서는 민의원만 구성하고 참의원의원 선거는 실시하지 않았다.

## 역사

### 제1공화국
1952년의 제1차 개정 헌법에서는 민의원과 참의원의 양원제를 규정하고, 헌법 제36조제2항에 부통령이 참의원의 의장을 겸하도록 정하였다. 그러나, 야당 인사인 장면이 부통령에 당선되자 당시 이승만 정부의 집권당인 자유당은 참의원 구성을 위한 국회법 개정과 참의원의원선거법 제정 요구를 묵살하였다.
1958년 1월 25일 참의원의원선거법이 제정되었으나, 자유당의 반대로 같은 해 5월의 대한민국 제4대 국회의원 선거에서도 참의원 의원 선거는 이루어지지 않았다.

### 제2공화국
1960년 4·19 혁명으로 이승만 정부가 붕괴된 후, 개정된 대한민국 제2공화국 헌법에서는 의원내각제와 양원제를 채택하였다. 같은 해 7월 29일 실시된 제5대 총선거에서 참의원 의원 58명이 선출되었고, 8월 8일부터 임기가 시작되었다.
당시 국회의사당으로 쓰던 현재의 서울특별시의회 건물은 민의원과 참의원이 함께 쓰기에는 협소하여, 참의원은 도로 반대편에 있던 대한공론사(현재 서울신문사 자리)를 의사당으로 썼다. 그러나, 출범한 지 불과 9개월 만인 1961년 5·16 군사 정변이 일어나 박정희 군사정부에 의해 해산되었다.

### 이후
1962년 12월 박정희 군사정부가 국민투표로 개정해 공포한 제3공화국 헌법에서는 단원제를 채택하였는데, 이 헌법 시행(1963년 12월 27일) 이후에 현재까지 단원제가 유지되고 있다.

## 특징

### 대선거구제와 제한연기명투표
1960년 선거 당시 참의원의 정원은 58명으로, 민의원 정원(233명)의 4분의 1에 조금 못 미쳤는데, 이는 당시 헌법에서 '참의원 의원 정수는 민의원의 4분의 1을 초과하지 못한다'고 규정했기 때문이다.
민의원 의원 선거는 한 선거구에서 1명을 선출하는 소선거구제로 실시하였으나, 참의원 의원 선거는 서울특별시와 각 도를 1개 선거구로 하는 대선거구제로 실시되었다. 참의원의 선거구별 의원 정수는 전라남도, 경상남도, 경상북도가 각 8명, 서울특별시, 경기도, 충청남도, 전라북도가 각 6명, 강원도, 충청북도가 각 4명이었고, 제주도는 2명이었다.
참의원 의원 투표는 하나의 투표용지에 1명에게만 기표하는 단기명 투표가 아니라, 선거구별 당선 정원의 2분의 1까지에 기표할 수 있는 제한 연기명 투표 방식으로 실시되었다. 이는 예를 들어 한 선거구에서 6명의 참의원 의원이 선출될 경우, 그 선거구의 유권자는 투표용지에 기재된 후보자 중 3명까지에 기표할 수 있는 제도였다.

### 민의원과 비교
그 밖에 제2공화국 헌법 규정상 민의원과 구분되는 참의원의 특징은 다음과 같다.
- 임기 : 민의원 의원은 임기 4년, 참의원 의원은 임기 6년.(참의원은 3년마다 정수의 2분의 1을 개선하게 되어 있었다.)
- 피선거권 : 민의원의 피선거권은 만 25세 이상, 참의원의 피선거권은 만 30세 이상.
- 해산과 폐회 : 의원내각제를 채택해 민의원 해산제도가 있었고, 민의원이 해산되면 선거일(해산 후 20일 ~ 30일 사이)까지 참의원은 폐회되도록 규정하였다.(긴급한 필요가 있으면 국무총리가 집회 요구 가능)

## 기능
- 민의원 등에서 올라오는 의안 등의 심의
- 대법원장, 검찰총장, 심계원장, 대사, 공사, 헌법재판소 심판관의 1/3, 기타 법률에 의해 지정된 공무원에 대한 인준권

## 역대 참의원 의장
- 초대 1960년 8월 8일 ~ 1961년 5월 16일 - 백낙준(白樂濬)

## 참의원 목록
대한민국의 참의원은 제5대 국회에서만 구성되었다. 

## 같이 보기
- 대한민국 국회
  - 대한민국 제5대 국회
- 제2공화국
- 양원제
- 민의원